# علي عبد القيوم
هو شاعر سوداني وسينمائي ودرامي عاش في القرن العشرين ويعد من الشعراء الذين يكتبون الشعر الفصيح من جيل مدرسة الغابة والصحراء وجماعة أبادماك.

## مولده ونشأته
اسمه علي أحمد عبد القيوم ولد في قرية القرير شمال السودان في العام 1943م، وتوفي في مدينة أم درمان، وعاش في السودان، والكويت، وبولندا، وقبرص، ومصر، والأردن.

## دراسته
تلقى علي عبد القيوم تعليمه الابتدائي والمتوسط في مدينة ود مدني، والثانوي في مدرسة أم درمان الأهلية، ثم التحق بجامعة الخرطوم وحصل على ليسانس الآداب، ثم هاجر بعدها إلى بولندا واستكمل دراسته العليا في الإخراج السينمائي.

## نشاطاته
عمل علي عبد القيوم موظفًا للعلاقات العامة بمنظمة الخليج للاستشارات الصناعية في دولة قطر، كما عمل مترجمًا وكاتبًا لسيناريو الأفلام الوثائقية في عدد من المؤسسات العربية في الكويت، منها: معهد الكويت للأبحاث العلمية، ثم تولى رئاسة وحدة الإنتاج بمؤسسة السينما السودانية (1981 - 1983)، كما تعاون مع شعبة الإعلام بمعهد الدراسات الإضافية بجامعة الخرطوم، وتصدّى لتدريس تاريخ ونظرية السينما والنقد التطبيقي بالمعهد العالي للموسيقى والمسرح. كان عضوًا بجماعة أبا دماك بجامعة الخرطوم، وعضو جماعة الشعراء والكتّاب التقدميين، مثّل بلاده في مؤتمر الكتّاب الأفروآسيويين في نيودلهي (1970)، ومثّلها في لجنة الثقافة السينمائية بالكويت.

## شعره
عرف علي عبد القيوم بشعره المصادم للحكومات وكان عضوا بالحزب الشيوعي السوداني، ويتميز شعره بالقوة والأوزان، تعرض للاعتقال التعسفي عدة مرات أغلبها في فترة حكم الرئيس الأسبق جعفر نميري، وله ديوان شعر واحد باسم (الخيل والحواجز)، عن دار قضايا فكرية للنشر والتوزيع - القاهرة 1994.

### أشعار وقصائد
له العديد من الأشعار المعروفة وتغنى له عدد من الفنانين بأشعاره ومنهم الفنان محمد وردي الذي تغنى له بأغنية (أي المشانق لم نزلزل بالثبات وقارها) التي تقول:
أي المشارق لم نغازل شمسها
ونميط عن زيف الغموض خمارها !
أي المشانق لم نزلزل بالثبات وقارها !
أي الأناشيد السماويات
لم نشدد لأعراس الجديد بشاشة أوتارها ؟ا
و أغنية ( بسيماتك) التي تقول: 
بسيماتك تخلي الدنيا شمسية
في غمزة طفلة تتشرا تتصرا
إذا ضاريتك الأبنوس سنيناتك.. بسيماتك
وحياتك بشم ريحة الجروب
مغسولة بي وهج القناديل
واشوف برقا يغازل ومضه
سرا في عويناتك
بشوف شفع يأشرو للقميرة
تايهة دورين بالمناديل

## أعمال أخرى
- صدر له مسرحية «عشرون عامًا على محاكمة صديق»
- فيلم «أربعة أيام في جزيرة سعاد»

## وفاته
كان علي عبد القيوم متزوجاً من السيدة ( سلمي عبد الله) ولهما من الأبناء( غسان وأحمد) وبنت واحدة هي ( مني )، وتوفي علي في أم درمان عام 1998 م بعد صراع طويل مع المرض. 